# Капрона
Капрона је насеље у Италији у округу Пиза, региону Тоскана.
Према процени из 2011. у насељу је живело 543 становника. Насеље се налази на надморској висини од 11 м.